# 도부 가메이도선
도부 철도 가메이도 선(일본어: 東武亀戸線, とうぶかめいどせん)은 도부 철도기 운영하는 철도 노선 하나이다. 일본 도쿄도 스미다구에 있는 히키후네 역과 고토구에 있는 가메이도역을 잇는다. 1인 승무로 운행된다.

## 노선 정보
- 노선 거리: 3.4km
- 궤간: 1067mm(협궤)
- 역 수: 5
- 복선 구간: 전 구간 (히키후네 역 구내는 단선)
- 전철화 구간: 전 구간, 직류 1500V 전철화
- 보안 장치: 자동 차단식
- 통행 방식: 좌측 통행

## 역사
- 1904년 4월 5일 - 개통 (가메이도 ~ 히키후네)

- 2004년 10월 19일 - 1인 승무 개시.

## 차량
800/850계 (8000계)

## 역 목록
| 역 번호 | 역명           | 일어 역명 | 접속 노선                | 역간 거리 | 누적 거리 | 소재지   | 소재지   |
| ------- | -------------- | --------- | ------------------------ | --------- | --------- | -------- | -------- |
| TS-04   | 히키후네       | 曳舟      | 이세사키 선 (TS-04)      |           | 0.0       | 도 쿄 도 | 스미다구 |
| TS-41   | 오무라이       | 小村井    |                          | 1.4       | 1.4       | 도 쿄 도 | 스미다구 |
| TS-42   | 히가시아즈마   | 東あずま  | 0.6                      | 2.0       |           | 도 쿄 도 | 스미다구 |
| TS-43   | 가메이도스이진 | 亀戸水神  | 0.7                      | 2.7       | 고토구    | 도 쿄 도 |          |
| TS-44   | 가메이도       | 亀戸      | 주오·소부 완행선 (JB 23) | 0.7       | 고토구    | 도 쿄 도 | 3.4      |